# Rotsanjer
De rotsanjer of roze anjer (Dianthus gratianopolitanus) is een uiterst zeldzame plant uit de anjerfamilie (Caryophyllaceae).
Het plantje, dat een hoogte kan bereiken van 10 tot 25 cm, heeft lijnvormige, blauwgroene bladeren. In de maanden mei en juni vormen zich rozerode bloemen waarvan de kroon gevormd wordt door vijf bloemblaadjes met een rafelige rand.
De rotsanjer komt voor in Centraal- en West-Europa. Hij wordt wettelijk beschermd in het Verenigd Koninkrijk  en in Duitsland.
... · 
D. acicularis ·  
D. alpinus (Alpenanjer) ·  
D. armeria (Ruige anjer) ·  
D. barbatus (Duizendschoon) ·  
D. callizonus ·  
D. carthusianorum (Kartuizer anjer) ·  
D. caryophyllus (Tuinanjer) ·  
D. chinensis (Chinese anjer) ·  
D. deltoides (Steenanjer) ·  
D. gratianopolitanus (Rotsanjer) ·  
D. hypanicus ·  
D. lumnitzeri ·  
D. plumarius (Grasanjer) ·  
D. sternbergii ·  
D. superbus (Prachtanjer) ·  
D. sylvestris (Bosanjer) ·    
...